# John C. Calhoun
John Caldwell Calhoun (18. března 1782 Abbeville, Jižní Karolína – 31. března 1850 Washington, D.C.) byl jižanský politik z Jižní Karolíny, 7. viceprezident USA (1825–1832) v administrativě prezidentů J. Q. Adamse a A. Jacksona. V roce 1832 se jako první viceprezident v historii vzdal svého úřadu, neboť dospěl k názoru, že jako senátor bude mít mnohem významnější pozici.